# 허당로
허당로(Heodang-ro, 虛堂路)는 창원시 마산합포구 노산동 육호광장 교차로와 산호동과 합포동의 수출정문 사거리를 이어주는 왕복4차선의 도로이다. 독립지사였던 명도석선생의 호인 허당(虛堂)을 따서 지은 도로이름으로, 2004년 12월 육호광장의 평면교차로화와 함께 개통하였다. 통행량 분산목적을 주 목적으로 하고 있으나, 현재 통행량은 대체적으로 원활한 편이다.

## 주요 경유지
- 육호광장 교차로 ~ (수월사) ~ 합포동주민센터 ~ 마산용마고등학교 ~ 수출정문 사거리